# Odžak

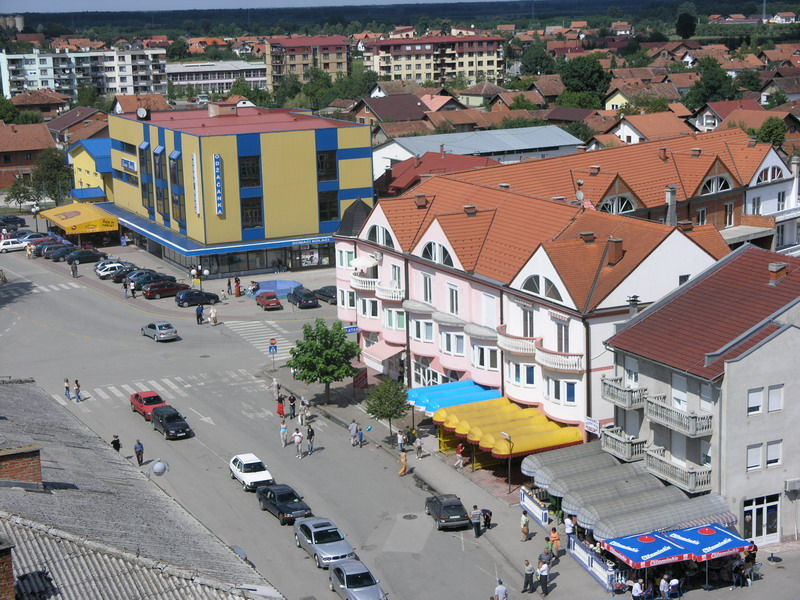

Odžak (Cirílico sérvio: Оџак) é uma cidade e município localizado no Cantão de Posavina, na Bósnia e Herzegovina. Está situada na parte norte do país, cerca de 10 km da fronteira com a Croácia. O nome é derivado do turco Ocak, durante a época que era uma cidade fronteiriça do Império Otomano, e significa "lareira" em turco e "chaminé" em bósnio.
A cidade de Odžak é conhecida por ser onde ocorreu a última batalha europeia da Segunda Guerra Mundial, entre o grupo Ustaše e guerrilheiros Jugoslavos.

## Dados demográficos

### População
| População       | População | População | População | População |
| --------------- | --------- | --------- | --------- | --------- |
| Ano             | 1971      | 1981      | 1991      | 2013      |
| Total           | 25.901    | 27.895    | 28.568    | 18.821    |
| Donja Dubica    |           |           | 3.254     | 1.472     |
| Donji Svilaj    |           |           | 1.576     | 1.107     |
| Gornja Dubica   |           |           | 1.596     | 918       |
| Gornji Svilaj   |           |           | 1.810     | 673       |
| Novi Grad       |           |           | 1.907     | 362       |
| Novo selo       |           |           | 2.669     | 1.605     |
| Odžak           | 6.064     | 7.634     | 8.987     | 8.259     |
| Posavska Mahala |           |           | 1.199     | 849       |
| Potočani        |           |           | 1.822     | 1.332     |
| Prud            |           |           | 1.293     | 941       |
| Vrbovac         |           |           | 1.695     | 1.015     |

### Composição étnica
|               | 2013  | 1991  | 1981  | 1971  |
| Total         | 8.259 | 9.386 | 7.634 | 6.064 |
| Bósnios       | 6.185 | 6.205 | 5.347 | 4.760 |
| Croatas       | 1.682 | 1.404 | 950   | 751   |
| Outros        | 311   | 359   | 85    | 48    |
| Sérvios       | 81    | 599   | 470   | 372   |
| Jugoslavos    |       | 819   | 740   | 81    |
| Montenegrinos |       |       | 15    | 11    |
| Albaneses     |       |       | 14    | 27    |
| Eslovenos     |       |       | 5     | 2     |
| Húngaros      |       |       | 5     | 10    |
| Macedônios    |       |       | 3     | 2     |

|               | 2013   | 1991   | 1981   | 1971   |
| Total         | 21.289 | 30.056 | 27.895 | 25.901 |
| Croatas       | 11.621 | 16.338 | 15.430 | 14.995 |
| Bósnios       | 6.220  | 6.220  | 5.371  | 4.777  |
| Sérvios       | 582    | 5.667  | 5.361  | 5.881  |
| Outros        | 340    | 684    | 376    | 97     |
| Albaneses     | 48     |        | 21     | 28     |
| Roma          | 8      |        |        |        |
| Montenegrinos | 1      |        | 28     | 15     |
| Eslovenos     | 1      |        | 8      | 3      |
| Jugoslavos    |        | 1.147  | 1.276  | 85     |
| Macedônios    |        |        | 13     | 5      |
| Húngaros      |        |        | 11     | 15     |

## Economia
Antes da queda da Jugoslavia, cerca de 5.000 pessoas trabalhavam principalmente na indústria e na agricultura.

## Esportes
A cidade abriga o clube de voleibol OK Napredak Odžak. O clube local de futebol é o NK Odžak 102.